# 阿夫龙站
阿夫龙站（法語：Avron）是巴黎地鐵2號線的一個車站，位於巴黎11區和巴黎20區的交界處，得名于阿夫龙路。阿夫龙站開業於1903年4月2日，是巴黎地鐵2號線延伸工程的一部分。車站所在地曾有一座城門，在19世紀拆除。

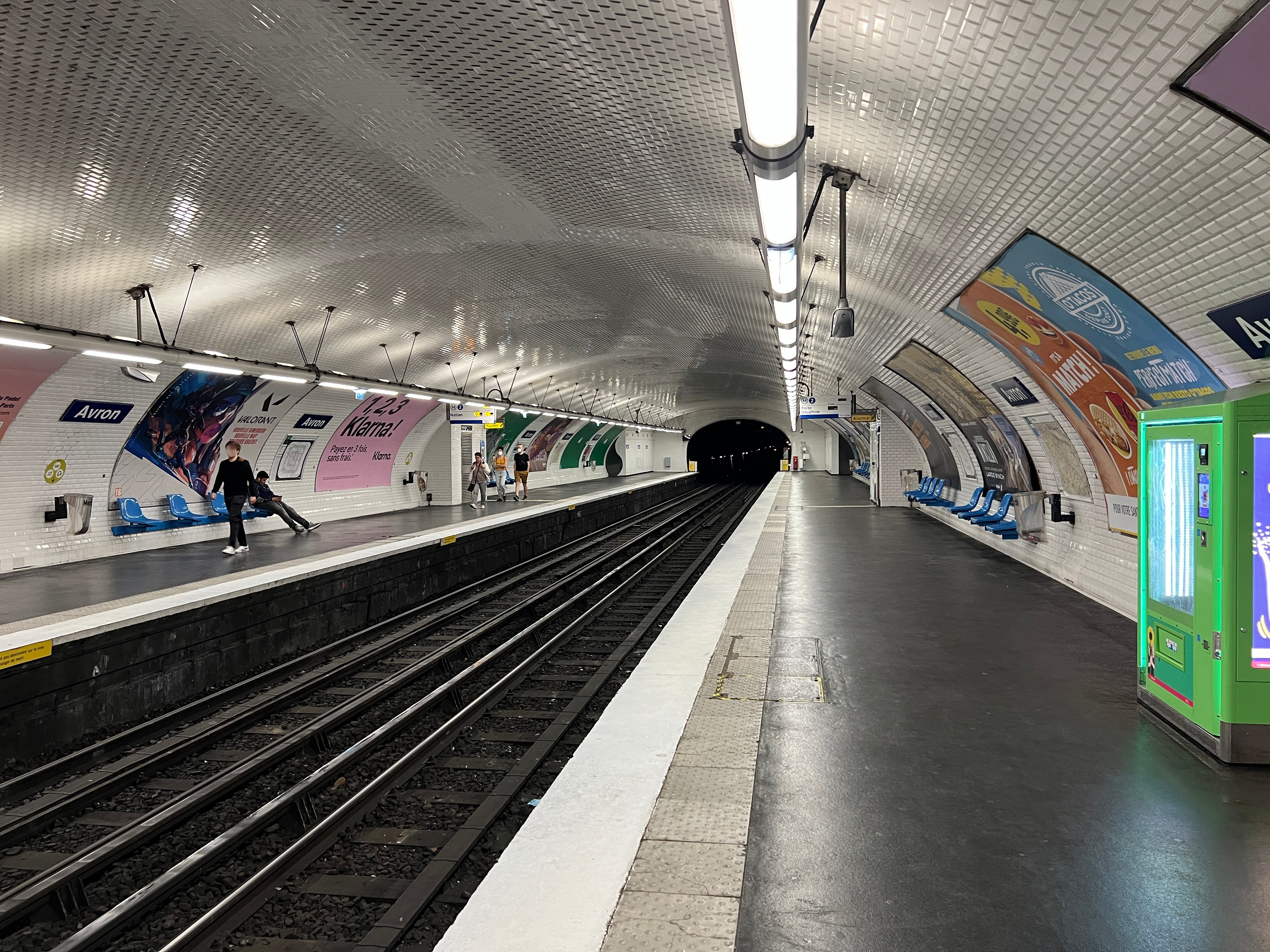
月台 (2022年7月)

## 車站結構
| 街道   |                    |                    |
| B1     | 月台連接夾層       |                    |
| 月台層 | 側式月台，右側開門 | 側式月台，右側開門 |
| 月台層 | 1號月台            | 往王妃門（大仲馬） |
| 月台層 | 2號月台            | 往民族廣場（總站） |
| 月台層 | 側式月台，右側開門 |                    |